# Мурай Дар'я Олегівна
Дар'я Олегівна Мурай (нар. 4 липня 2001, Донецьк) — українська гімнастка.

## Біографія
Студентка Національного університету фізичного виховання і спорту України.

## Спортивна кар'єра
Займатися художньою гімнастикою почала у школі олімпійського резерву №3 в м. Донецьк, Україна у групі Яни Сергіївни Солоніної. 

### 2019
- Універсіада. Неаполь. Командна першість [3]
- Універсіада. Неаполь. Вправа з 5 м'ячами
- Універсіада. Неаполь. Вправа з 3 обручами та 4 булавами [4]

## Державні нагороди
- Орден княгині Ольги III ст. (1 жовтня 2019) —За досягнення високих спортивних результатів на XXX Всесвітній літній Універсіаді у м.Неаполі (Італійська Республіка), виявлені самовідданість та волю до перемоги, піднесення міжнародного авторитету України [5]